# Łucja z Syrakuz

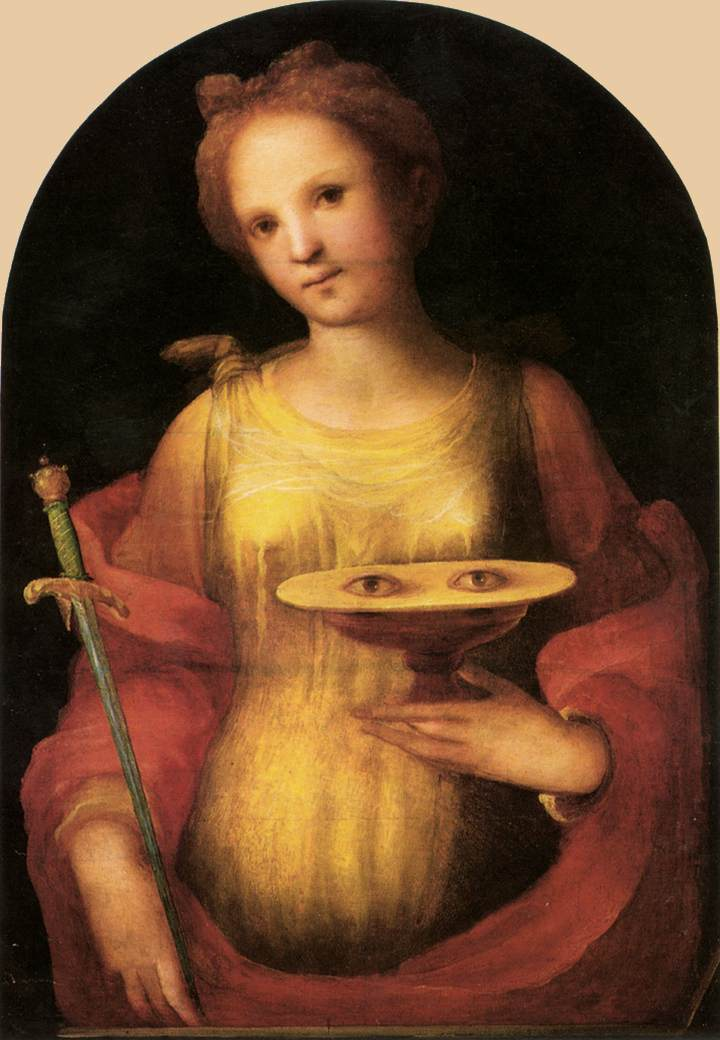
Święta Łucja ze swoimi atrybutami. Obraz Domenico Beccafumi z 1521.

Łucja z Syrakuz (wł. Lucia da Siracusa, cs. Луки́я Сираку́зская; ur. ok. 281 w Syrakuzach na Sycylii, zm. 13 grudnia 304 tamże) – dziewica i męczennica, święta kościołów katolickiego i prawosławnego. Jej imię wymienia Kanon rzymski Mszy Świętej (I Modlitwa Eucharystyczna).

## Żywot
Najstarszy spisany żywot św. Łucji pochodzi z V wieku, powstał w języku greckim, zaś w VI wieku powstała wersja łacińska .
Łucja pochodziła z bogatej rzymskiej rodziny z Syrakuz. Po wczesnej śmierci ojca była wychowywana przez matkę, Eutychię. Już w dzieciństwie złożyła w tajemnicy śluby czystości. Wyruszając na pielgrzymkę i modląc się do św. Agaty, wyprosiła uzdrowienie ciężko chorej matki. Kilka lat później, kiedy matka zaaranżowała małżeństwo Łucji z młodzieńcem tego samego stanu, ta odmówiła. Odtrącony zalotnik zemścił się, donosząc władzom, że dziewczyna jest chrześcijanką. Aresztowana i torturowana Łucja odmówiła porzucenia swej wiary. Mocą wyroku miała być zamknięta w domu publicznym i zmuszona do prostytucji. Według jednej z wersji, aby się oszpecić, sama wydłubała sobie oczy.
Została ścięta, mając 23 lata, miało to nastąpić 13 grudnia 304 roku .

### Legendy
Piękne oczy Łucji miały być cudownie przywrócone. W innej wersji zaprzęgnięty w woły wóz, który miał ją zawieźć do zamtuza, przymarzł do ziemi i nie dało się go ruszyć. Zdesperowani oprawcy polewali Łucję wrzącym olejem bez widocznego skutku. W końcu jeden z nich wbił miecz w szyję dziewczyny, ta jednak żyła jeszcze, aż nie zjawił się współwyznawca i udzielił jej ostatniego namaszczenia.

## Kult

### Dzień obchodów
Wspomnienie liturgiczne w Kościele katolickim obchodzone jest 13 grudnia.
Cerkiew prawosławna wspomina świętą męczennicę 13/26 grudnia, tj. 26 grudnia według kalendarza gregoriańskiego.
13 grudnia to dzień przynoszącej światło Świętej Łucji (Sankta Lucia), który tradycyjnie świętuje się w Szwecji pochodem ubranych na biało dziewcząt z wiankiem z płonącymi świecami.

### Kanon rzymski
Święta ta wymieniana jest w Modlitwie Eucharystycznej (łac. Communicantes) Kanonu rzymskiego.

### Ikonografia
W sztuce wschodniej Łucja przedstawiana jest jako młoda kobieta w jasnoczerwonym płaszczu, z krzyżem w dłoni.
W zachodniej ikonografii – w stroju rzymskiej niewiasty z palmą męczeństwa w ręce i z tacą, na której leży para oczu.
Atrybuty
Atrybutami Świętej są: oczy na tacy, palma męczeństwa, lampka oliwna lub świeca; przedstawiana również z mieczem lub sztyletem i raną na szyi.

### Patronat
Łucja jest patronką Syrakuz, Sycylii i całej Italii, chorych dzieci, skruszonych prostytutek, ociemniałych a także wszystkich tych, którzy potrzebują dobrego wzroku: pisarzy, krawców, tkaczy, szwaczek, rolników. Wzywa się ją w przypadku bólu oczu, gardła, przy zakażeniach, krwotokach i biegunkach.

## Relikwie i sanktuaria
W 718 roku, kiedy niszczone były ikony i relikwie, szczątki św. Łucji ukrywano przed pogańskimi i muzułmańskimi władcami Sycylii. Przeniesiono je do Corfino (Abruzzy), potem powróciły do Syrakuz, a w 1038 wywieziono je do Konstantynopola. W Syrakuzach zostały tylko żebro św. Łucji i lewe ramię. Po splądrowaniu Konstantynopola (1204) w czasie IV wyprawy krzyżowej doża Enrico Dandolo zabrał relikwie do Wenecji. Tam złożono je w kościele pod wezwaniem Świętej (Santa Lucia). Kościół zburzono w 1861 roku, a na jego miejscu zbudowano dworzec kolejowy (Venezia Santa Lucia). Relikwie świętej przeniesiono do pobliskiego kościoła San Geremia. W 1955 roku biskup Wenecji Angelo Roncalli (późniejszy papież Jan XXIII), kazał przykryć zmumifikowaną twarz świętej srebrną maską. W listopadzie 1981 roku do kościoła wdarli się dwaj uzbrojeni osobnicy, rozkazali wszystkim obecnym położyć się na ziemi i zapakowali zmumifikowane ciało świętej do worka. W trakcie załadunku głowa Łucji oderwała się od karku i potoczyła po posadzce; złodzieje zgubili także zakrywającą twarz srebrną maskę pośmiertną. Miesiąc później, w dzień św. Łucji - 13 grudnia, skradzione ciało odnaleziono w domku myśliwskim niedaleko Wenecji.

## Przysłowia

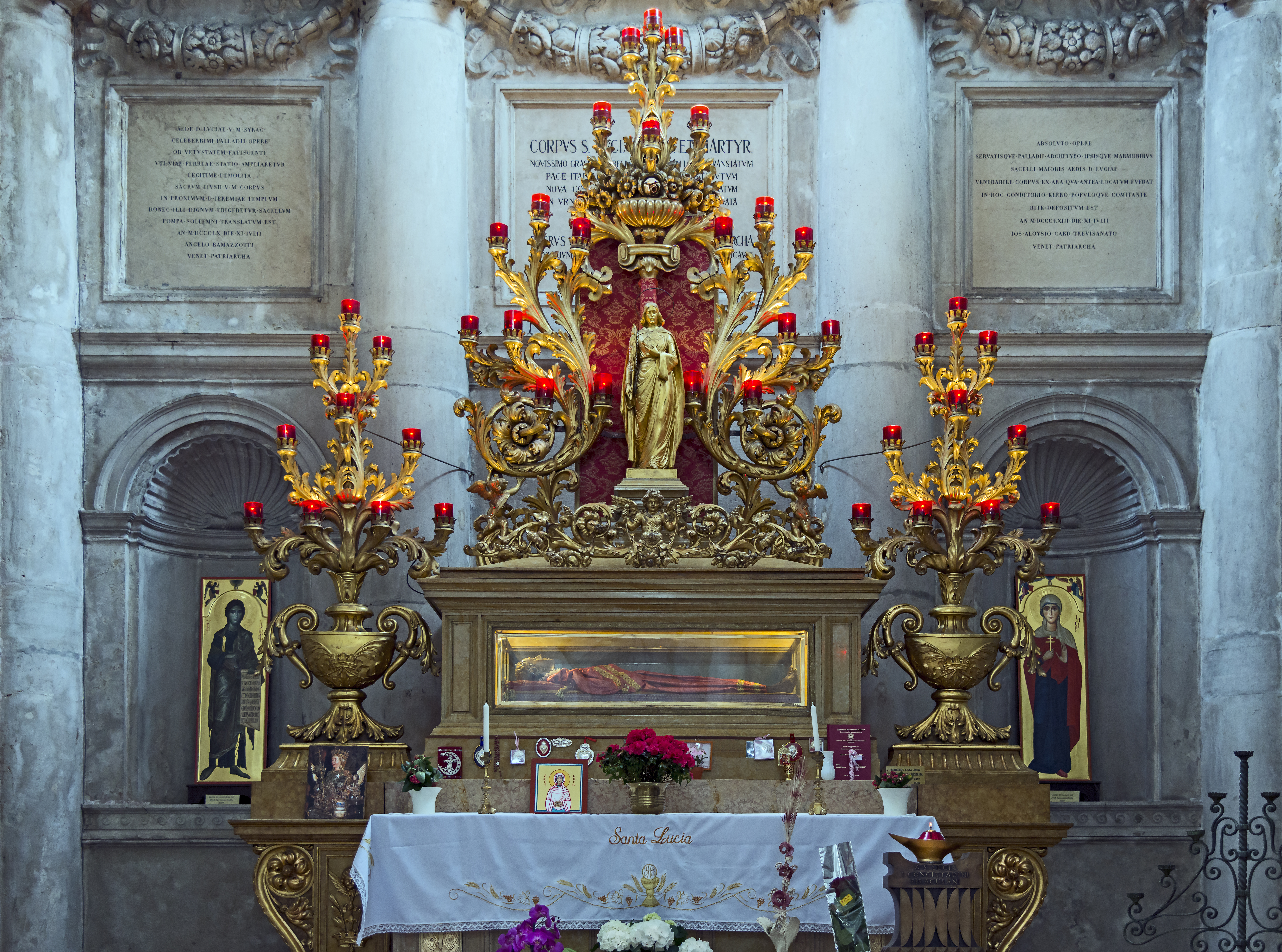
Ciało św. Łucji

- Po świętej Łucji dzień trwa najkrócej
- Święta Łucja dnia przyrzuca
- Kiedy na świętą Łucję mróz, to smaruj wóz
- Na świętą Łucję noc się z dniem tłuce
- Po świętej Łucji i kot na marchew mruczy
- Święta Łucja głosi, jaką pogodę styczeń przynosi
- Po świętej Łucji pogoda na koniec grudnia śnieg poda
- Od Łucji do Wilii licz dwanaście dni,
a w jakim to sobie toku,
słonko we dnie, w nocy gwiazdy,
światłem tuż po sobie lśni,
takim będzie miesiąc każdy,
w nadchodzącym tobie roku
  - wersja skrócona: Od Łucyi dni dwanaście policz sobie do Wilii, patrz na słonko i na gwiazdy, a przepowiesz miesiąc każdy